# اقلیم‌ها
اقلیم‌ها (ترکی استانبولی: İklimler) فیلمی در ژانر درام به کارگردانی نوری بیلگه جیلان است که در سال ۲۰۰۶ منتشر شد. از بازیگران آن می‌توان به نوری بیلگه جیلان اشاره کرد.
متن فیلمنامه «اقلیم‌ها» نوری بیلگه جیلان با ترجمه پئریکا گلیاری و پدرام رمضانی توسط نشر شوندبه چاپ رسیده است.
خلاصه داستان:
"عیسی "مدرس دانشگاه است و نسبت به همسر جوانتر خود "بهار" بی‌توجه است."عیسی" که خودشیفته و خودخواه است به ندرت با همسرش صحبت می‌کند…